# Hans-Peter Pohl
Hans-Peter Pohl (ur. 30 stycznia 1965 w Tribergu) – niemiecki kombinator klasyczny, złoty medalista olimpijski, dwukrotny medalista mistrzostw świata oraz srebrny medalista mistrzostw świata juniorów.

## Kariera
Po raz pierwszy na arenie międzynarodowej Hans-Peter Pohl pojawił się 24 marca 1984 roku w zawodach Pucharu Świata w Štrbskim Plesie. Zajął wtedy 40. miejsce w konkursie rozgrywanym metodą Gundersena. Był to jego jedyny start w sezonie 1983/1984, wobec czego nie został uwzględniony w klasyfikacji generalnej. W lutym 1985 roku zdobył indywidualnie srebrny medal na mistrzostwach świata juniorów w Täsch. Niedługo później, 16 marca 1985 roku w Oslo zdobył swoje pierwsze pucharowe punkty, zajmując szóste miejsce w Gundersenie. Były to jego jedyne punkty w sezonie 1984/1985 i w klasyfikacji generalnej zajął 26. miejsce.
Pierwszy sukces w kategorii seniorów osiągnął podczas mistrzostw świata w Oberstdorfie w 1987 roku. W zawodach drużynowych Niemcy w składzie: Thomas Müller, Hans-Peter Pohl i Hubert Schwarz zdobyli drugi złoty medal z rzędu. Wygrali konkurs skoków i z przewagą ponad pięciu minut przystąpili do biegu. Prowadzenia już nie oddali i wyraźnie wyprzedzili Norwegów oraz reprezentantów ZSRR. W konkursie indywidualnym Pohl był najlepszy po skokach i do biegu przystąpił z przewagą 24 sekund nad Allarem Levandim z ZSRR. Na trasie biegu stracił jednak całą przewagę nad rywalami i do mety dobiegł na ósmej pozycji, tracąc do zwycięzcy, Torbjørna Løkkena z Norwegii 44 sekundy. W rywalizacji pucharowej trzykrotnie znalazł się w czołowej dziesiątce, ale na podium nie stanął, choć dwukrotnie był czwarty. W klasyfikacji generalnej był trzynasty.
Podobnie zaprezentował się w kolejnym sezonie. Dwa miejsca w pierwszej dziesiątce zawodów dały mu 15. pozycję w klasyfikacji końcowej. W lutym 1988 roku wystartował na Igrzyskach Olimpijskich w Calgary. Indywidualnie zaprezentował się słabo, po skokach zajmował 15. miejsce, lecz w biegu spadł na 28. pozycję. W zawodach drużynowych wraz z Müllerem i Schwarzem wywalczył złoty medal. Zwyciężyli w skokach i z przewagą 16 sekund nad Austriakami przystąpili do biegu. Na mecie ich przewaga nad reprezentantami Austrii wzrosła do ponad pół minuty, lecz drugie miejsce zajęli Szwajcarzy, którzy stracili do zwycięzców stracili tylko 3,4 sekundy. Austriakom przypadło ostatecznie trzecie miejsce. Igrzyska w Calgary były pierwszymi, na których rozegrano zawody drużynowe w kombinacji norweskiej i tym samym reprezentanci RFN zostali pierwszymi w historii mistrzami olimpijskimi w tej konkurencji.
Sezon 1988/1989 był jednym z najsłabszych w jego karierze. W zawodach pucharowych tylko dwukrotnie znalazł się w czołowej dziesiątce, w obu przypadkach zajmując dziesiąte miejsce. W klasyfikacji generalnej uplasował się na 21. pozycji. Wziął udział w mistrzostwach świata w Lahti w 1989 roku, jednak w konkursie indywidualnym zajął dopiero 35. pozycję, a w sztafecie nie wystąpił. Najlepsze wyniki osiągnął w sezonie 1990/1991, który ukończył na 10. miejscu. Wtedy też wywalczył swoje jedyne pucharowe podium - 5 stycznia 1991 roku w Schonach był trzeci w Gundersenie. Na mistrzostwach świata w Val di Fiemme w 1991 roku indywidualnie był piąty, a wspólnie z kolegami zajął czwarte miejsce w sztafecie, przegrywając walkę o brązowy medal z Japończykami.
W zawodach pucharowych startował do sezonu 1993/1994, jednak sukcesów już nie osiągnął. W tym czasie wystąpił na igrzyskach olimpijskich w Albertville w 1992 roku, gdzie był piąty w sztafecie, a indywidualnie zajął szesnastą pozycję. Ostatni sukces osiągnął podczas mistrzostw świata w Falun rok później. Wspólnie z Thomasem Dufterem i Jensem Deimelem zajął drugie miejsce w skokach, ale przed biegiem Niemcy tracili do prowadzących Japończyków już ponad 6 minut. Na trasie biegu nie tylko nie zmniejszyli straty, ale stracili jeszcze jedną pozycję na rzecz Norwegów i do mety przybiegli na trzeciej pozycji. W zawodach indywidualnych Pohl był dziesiąty. W 1994 roku zakończył karierę.

## Osiągnięcia

### Igrzyska olimpijskie
| Miejsce | Dzień     | Rok  | Miejscowość | Konkurencja             | Wynik zwycięzcy | Strata  | Zwycięzca      |
| ------- | --------- | ---- | ----------- | ----------------------- | --------------- | ------- | -------------- |
| 1.      | 24 lutego | 1988 | Calgary     | Sztafeta K-90/3 × 10 km | 1:20:46,0       | -       | -              |
| 28.     | 28 lutego | 1988 | Calgary     | Gundersen K-90/15 km    | 38:16,8         | +4:56,4 | Hippolyt Kempf |
| 16.     | 12 lutego | 1992 | Albertville | Gundersen K-90/15 km    | 44:28,1         | +4:13,6 | Fabrice Guy    |
| 5.      | 17 lutego | 1992 | Albertville | Sztafeta K-90/3 × 10 km | 1:23:36,6       | +4:45,4 | Japonia        |

### Mistrzostwa świata
| Miejsce | Dzień     | Rok  | Miejscowość   | Konkurencja             | Wynik zwycięzcy | Strata    | Zwycięzca           |
| ------- | --------- | ---- | ------------- | ----------------------- | --------------- | --------- | ------------------- |
| 8.      | 13 lutego | 1987 | Oberstdorf    | Gundersen K-90/15 km    | 423.80 pkt      | -6.50 pkt | Torbjørn Løkken     |
| 1.      | 14 lutego | 1987 | Oberstdorf    | Sztafeta K-90/3 × 10 km | 1261,94 pkt     | -         | -                   |
| 37.     | 18 lutego | 1989 | Lahti         | Gundersen K-90/15 km    | 37:10,7         | +7:57,6   | Trond Einar Elden   |
| 5.      | 7 lutego  | 1991 | Val di Fiemme | Gundersen K-90/15 km    | 41:00,6         | +1:55,7   | Fred Børre Lundberg |
| 4.      | 8 lutego  | 1991 | Val di Fiemme | Sztafeta K-90/3 × 10 km | 1:21:22,5       | +2:22,8   | Austria             |
| 10.     | 18 lutego | 1993 | Falun         | Gundersen K-90/15 km    | 46:47,5         | +4:21,5   | Kenji Ogiwara       |
| 3.      | 19 lutego | 1993 | Falun         | Sztafeta K-90/3 × 10 km | 1:19:25,7       | +8.30,5   | Japonia             |

### Mistrzostwa świata juniorów
| Miejsce | Dzień     | Rok  | Miejscowość | Konkurencja              | Wynik zwycięzcy | Strata | Zwycięzca          |
| ------- | --------- | ---- | ----------- | ------------------------ | --------------- | ------ | ------------------ |
| 2.      | 11 lutego | 1985 | Täsch       | Indywidualnie K-90/15 km | ?               | ?      | Siergiej Nikiforow |

### Puchar Świata

#### Miejsca w klasyfikacji generalnej
- sezon 1984/1985: 26.
- sezon 1985/1986: 12.
- sezon 1986/1987: 13.
- sezon 1987/1988: 15.
- sezon 1988/1989: 21.
- sezon 1989/1990: 12.
- sezon 1990/1991: 10.
- sezon 1991/1992: 16.
- sezon 1992/1993: 15.
- sezon 1993/1994: 39.

#### Miejsca na podium chronologicznie
| Nr | Data            | Miejscowość | Konkurencja         | Wynik zwycięzcy | Pozycja | Strata      | Zwycięzca           |
| -- | --------------- | ----------- | ------------------- | --------------- | ------- | ----------- | ------------------- |
| 1. | 5 stycznia 1991 | Schonach    | Gundersen K90/15 km | ?               | 3.      | +2:33.7 min | Fred Børre Lundberg |